# G-5
El Grupo de los Cinco o G-5 o también O-5, es el nombre que se da a las potencias emergentes en las reuniones internacionales de Brasil, China, India, México, y Sudáfrica, cuyo objetivo es promover el diálogo entre los países en desarrollo y los países desarrollados que integran el G-8, con el fin de fijar posturas e iniciativas en temas relevantes a escala mundial, tales como la economía mundial, el desarrollo sostenible, y el cambio climático, entre otros asuntos.
El Grupo de los Cinco o G5, surge en 2005 tras la invitación del Reino Unido a los líderes de las 5 principales economías emergentes del mundo; Brasil, China, India, México y Sudáfrica, para participar en el Diálogo Ampliado de la Cumbre del G8, realizado ese mismo año en Gleneagles, Escocia. La coordinación entre los cinco países comenzó en esta cumbre, para la cual los líderes del ahora G5, realizaron una reunión previa para acordar su postura y presentar una declaración conjunta en el Diálogo Ampliado.
Las primeras reuniones del G5, fueron en las cumbres anuales del G8 en calidad de invitados; no obstante, a partir de 2006 el grupo comenzó a organizar foros de discusión independientes del G8, con el fin de fijar su propia postura ante los diversos problemas globales. En septiembre de 2007, durante la reunión de los cancilleres del Grupo en Hokkaido, Japón, fue designado el presidente de México, Felipe Calderón como coordinador del G5.
El 6 de julio del 2009, el presidente de México Felipe Calderón, en calidad de Coordinador del G5, propuso asumir al G5 como una autoridad autónoma para 2010, al mismo tiempo que anunció el lanzamiento de la página institucional del Grupo de los Cinco en Internet.
Participan como observadores Estados Unidos, Mancomunidad de Naciones, Unión Europea, Comunidad de Estados Independientes, Liga Árabe y República Popular China.

## Orígenes

### Grupo de los Ocho más Cinco

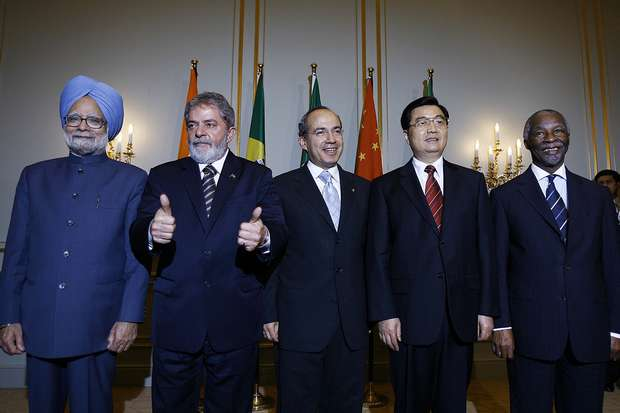
Líderes del G5 durante la 33.ª cumbre del G8, celebrada en Berlín, Alemania, en junio de 2007; de izq. a der.: Abdul Kalam, Lula da Silva, Felipe Calderón, Hu Jintao y Thabo Mbeki

Emblema de las 5 naciones del G-5.

El G-8+5 o G13 es el grupo de los líderes de las naciones del G-8 (Alemania, Canadá, Estados Unidos, Francia, Italia, Japón, Reino Unido y Rusia), más los líderes del G-5 (Brasil, China, India, México y Sudáfrica), su primera colaboración fue durante la Cumbre del G8 en 2005, celebrada en Escocia. A partir de dicho foro, el G5 ha trabajado de manera conjunta con el G8 en diversas cumbres:
|      | Fecha                   | País anfitrión | Mandatario anfitrión | Sede de la cumbre          | Página web                                           |
| ---- | ----------------------- | -------------- | -------------------- | -------------------------- | ---------------------------------------------------- |
| 31.ª | 6 – 8 de julio (2005)   | Reino Unido    | Tony Blair           | Gleneagles, Escocia        |                                                      |
| 32ª  | 15 – 17 de julio (2006) | Rusia          | Vladímir Putin       | Strelna, San Petersburgo   | Archivado el 21 de abril de 2015 en Wayback Machine. |
| 33.ª | 6 – 8 de junio (2007)   | Alemania       | Angela Merkel        | Heiligendamm, Mecklenburgo |                                                      |
| 34.ª | 7 – 9 de julio (2008)   | Japón          | Yasuo Fukuda         | Tōyako, Hokkaidō           |                                                      |
| 35ª  | 8 – 10 de julio (2009)  | Italia         | Silvio Berlusconi    | L'Aquila                   |                                                      |

### Cancilleres
Reuniones extraordinarias de los ministros de asuntos exteriores del Grupo.
|    | Fecha                   | Sede       | Margen                                  |
| -- | ----------------------- | ---------- | --------------------------------------- |
| 1ª | 22 de septiembre (2009) | Nueva York | Asamblea General de las Naciones Unidas |